# Miguel Ubeto
Miguel Armando Ubeto Aponte (Caracas, 2 september 1976) is een Venezolaans voormalig wielrenner.

## Carrière
In 2011 won Ubeto het klassement van de UCI America Tour. In 2012 kwam hij uit voor Androni Giocattoli-Venezuela en het seizoen daarna voor Lampre-Merida. Tijdens de Olympische Zomerspelen 2012 in Londen kwam hij uit tijdens de wegwedstrijd, waarin hij 45e werd.
In 2016 nam Ubeto deel aan de wegwedstrijd op de Olympische Spelen in Rio de Janeiro, maar reed deze niet uit.

## Doping
Op 15 mei 2013 werd bekend dat Ubeto positief had getest op GW1516, een middel dat bekendstaat als zeer kankerverwekkend. Hiervoor werd hij door de Venezolaanse wielerbond voor twee jaar geschorst. Later werd deze schorsing door de UCI teruggebracht tot veertien maanden.

## Belangrijkste overwinningen
2002
1e en 3e etappe Vuelta a la Independencia Nacional
2004
2e etappe Ronde van Táchira
 Pan-Amerikaans kampioenschap op de weg
2005
13e etappe Ronde van Venezuela
2007
4e etappe Vuelta a la Independencia Nacional
2e etappe Ronde van Venezuela
2009
1e etappe Ronde van Táchira
2010
1e (ploegentijdrit), 2e en 5e etappe etappe Ronde van Táchira
1e etappe Ronde van Cuba
2e etappe deel B (ploegentijdrit) en 8e etappe Ronde van Guadeloupe
2011
3e en 7e etappe Ronde van Táchira
 Venezolaans kampioen op de weg, Elite
4e etappe deel B en 10e etappe deel B Ronde van Venezuela
2e etappe deel B Ronde van Guadeloupe
Eindklassement UCI America Tour
2012
1e etappe Ronde van Táchira
Eindklassement Ronde van Venezuela
2015
Clásico FVCiclismo Corre Por la VIDA
 Pan-Amerikaans kampioen op de weg, Elite
2018
3e etappe Ronde van Venezuela
2021
3e etappe Ronde van Venezuela

## Ploegen
- 2012 –  Androni Giocattoli-Venezuela
- 2013 –  Lampre-Merida

Anacona ·
Bono ·  
Cattaneo ·
Cimolai ·   
Cunego ·
Dodi ·
Đurasek ·
Favilli ·
Ferrari ·
Graziato ·
Lloyd ·
Malori ·
Mori ·
Niemiec ·
Palini ·
Petacchi (tot 23/04) ·
Pietropolli ·
Polanc ·
Pozzato ·
Richeze ·
Scarponi ·
Serpa ·
Stortoni ·
Ubeto ·
Ulissi ·
Viganò ·
Wackermann ·
Bonifazio (stagiair) ·
Cambianica (stagiair) ·
Conti (stagiair)